# Артроскопия
Артроскопия (от греческого ἄρθρον — сустав и σκοπεῖν — рассматривать, см. -скоп), также известная как зеркальная операция суставов, является минимально инвазивным диагностическим и/или терапевтическим методом лечения суставов через небольшие разрезы (артротомии) с использованием эндоскопа. Вне суставов используется общий термин эндоскопия. Самые часто используемые локализации артроскопических техник — большие суставы (коленный, плечевой, тазобедренный, локтевой и верхний голеностопный). Однако благодаря техническому прогрессу (более мелкие артроскопы и инструменты) артроскопия также используется для более мелких суставов (например, запястья и нижнего голеностопного).

## История
Датский хирург Северин Нордентофт (1866—1922) считается основателем артроскопии и впервые использовал термин «артроскопия» («arthroscopia genu»). В 1912 году на немецком хирургическом конгрессе в Берлине он впервые описал технику коленной артроскопии с помощью трокарного эндоскопа, модифицированного цистоскопа. Однако до сих пор неясно, применял ли он описанную технику только на кадаврах коленных суставов или также на пациентах.
Несколько лет спустя японский хирург Кэндзи Такаги (1888—1963) также проводил артроскопии на кадаврах коленных суставов, постепенно разрабатывая более мелкие инструменты на основе цистоскопов. В 1930-х годах он сделал первые интраартроскопические цветные фотографии и опубликовал свою работу «Артроскоп».
Почти одновременно швейцарский хирург Эуген Бирхер (1882—1956) в 1921 году опубликовал первую клиническую статью с 19 случаями из швейцарской кантонской больницы Аарау. С 1919 года он проводил диагностические артроскопии на живых пациентах. Бирхер использовал азот или кислород в качестве средства для артроскопии. Он использовал артроскопию для диагностики повреждений мениска, которые затем хирургически исправлял открыто. Всего он провел около 60 артроскопий до 1930 года. В 1930 году он отказался от этой техники и в конечном итоге стал использовать дуплексную контрастную артрографию для диагностики повреждений мениска.
Японец Масаки Ватанабе (1911—1995), ученик Кэндзи Такаги, развивал артроскопию дальше и до 1957 года провел около 800 артроскопических операций на коленном суставе.
Роберт Джексон (1932—2010) из Торонто изучил эти техники в 1960-х годах во время пребывания в Японии у Масаки Ватанабе и внедрил их в Северной Америке. Благодаря быстрому техническому прогрессу (холодный источник света, камера, гибкие оптические волокна, насосы для воды и т. д.) артроскопия в последние десятилетия претерпела стремительное развитие.

## Технические требования
Чтобы провести артроскопическую операцию, необходим следующий набор оборудования:
- Камера с камерным модулем и оптикой (обычно 30°, при необходимости 70°);
- Монитор (визуализация);
- Каллистический источник света (освещение в суставе);
- Насосный блок (наполнение сустава водой под определенным давлением);
- Блок для удаления тканей (подключение осциллирующих всасывающих фрез), при необходимости;
- Высокочастотное устройство (электрокаутер моно- или биполярный), при необходимости;
- Устройство для фото- или видеодокументации.

Кроме того, требуются артроскопические рабочие инструменты, отличающиеся размером и длиной от открытых хирургических инструментов (например, зонды с шкалой, артроскопические ножницы, артроскопические щипцы, толкатели узлов и многое другое). Чтобы избежать слишком больших потерь водяного давления, порты могут быть дополнительно оборудованы самозакрывающимися канюлями (жесткими или гибкими).

## Общая методика
Артроскоп вводится через стандартизированный портал с помощью маленького разреза в суставе. Для небольших суставов перед введением трокара необходимо наполнить сустав жидкостью, чтобы отделить суставную капсулу от хряща и облегчить введение. Дополнительно создается рабочий портал для введения инструментов под контролем зрения. Диагностическая артроскопия включает полный обход сустава, при этом геликойные структуры оцениваются визуально, функционально и пальпаторно (зондом). Состояние основных структур и проведенные мероприятия стандартизированно документируются с помощью фотографий.

## Артроскопические процедуры
Артроскопические процедуры проводятся, прежде всего, на коленном суставе, плече, тазобедренном суставе, локте и голеностопном суставе. Они используются, в том числе, для удаления свободных тел в суставе и восстановления подвижности сустава (артролиз).

### Артроскопия коленного сустава
Артроскопия коленного сустава («артроскопия колена») является наиболее распространенной артроскопической процедурой и во многих случаях заменила классическую артротомию, то есть вскрытие сустава. В настоящее время артроскопия коленного сустава стандартно используется для удаления свободных тел, мобилизации коленного сустава (артролиз), диагностики хряща, частичной хирургии хряща, хирургии мениска и реконструкции крестообразной связки. В большинстве случаев устанавливают по крайней мере два доступа (с обеих сторон сухожилия коленной чашечки=подколенной сухожилия) и используют их в качестве камерного и рабочего доступов. В зависимости от показаний могут использоваться дополнительные необходимые доступы. Клиническая польза артроскопии коленного сустава при артрозе коленного сустава не была доказана в исследованиях, по данным обзора Cochrane и оценки IQWiG.

### Артроскопия плечевого сустава
В области плечевого сустава артроскопия предоставляет возможность лечения множества патологий. Помимо плечевого сустава (гленогумеральный сустав) можно осмотреть и лечить также ключице-лопаточный сустав (акромиоклавикулярный сустав) и слизистый мешок под крышкой плеча (субакромиальная бурса). Наиболее частые артроскопические вмешательства в плечевом суставе включают расширение крыши плеча (субакромиальная декомпрессия), мобилизацию плеча (артролиз), резекцию ключице-лопаточного сустава, удаление известков, реконструкцию или перемещение длинной бицепсовой сухожилии, стабилизацию плеча и реконструкцию манжеты ротаторов. В последнее десятилетие артроскопическая хирургия плеча значительно выиграла в значимости. Процедуры, которые ранее проводились только открытым способом, в настоящее время могут быть выполнены артроскопически или при поддержке артроскопии (например, стабилизация ключице-лопаточного сустава). Диагностическая артроскопия плечевого сустава стандартно осуществляется через задний стандартный доступ. В зависимости от типа вмешательства могут быть установлены дополнительные передние и боковые доступы к плечу.

### Артроскопия тазобедренного сустава
Артроскопия тазобедренного сустава изначально разработана как диагностический метод при необъяснимых болях в тазобедренном суставе. Однако в настоящее время она стандартизированно используется для лечения изменений в тазобедренном суставе. Наиболее частые артроскопические вмешательства в области тазобедренного сустава включают хирургию импинджмента (обрезка шейки бедра, пластика края чашки, хирургия сухожилия), удаление свободных тел, повреждения сухожилия тереса, а также вмешательства за пределами самого тазобедренного сустава (например, релиз псоаса, релиз трактуса).

### Артроскопия локтевого сустава
Артроскопия локтевого сустава в последние годы все больше приобретает значение. Помимо терапевтического аспекта, важную роль играет и динамическое артроскопическое исследование локтевого сустава для выявления и адекватного лечения, возможно, незамеченных нестабильностей (например, задне-боковых). Спектр типичных артроскопических вмешательств включает удаление свободных тел, мобилизацию сустава (артролиз), удаление болезненных синовиальных складок (слизистая складка) и диагностику хряща соответственно с возможной хрящевой терапией.
Особые преимущества артроскопии локтевого сустава проявляются в лечении заболеваний и травм детского локтя. У детей и подростков не только относительно меньший размер сустава является усложняющим фактором в лечении, но также необходимо беречь эпифизы. Благодаря минимально инвазивному характеру артроскопии повреждения хряща и другие проблемы могут быть успешно лечены без увеличения риска осложнений.

### Артроскопия голеностопного сустава
Артроскопия переднего суставного компартмента верхнего голеностопного сустава распространена уже много лет и здесь можно проводить множество вмешательств: удаление свободных тел, мобилизация сустава (артролиз), удаление болезненных рубцов (менискотид), расширение переднего суставного пространства при «футбольной травме голеностопа» (наросты на переднем крае голени, приводящие к ограничению движения) и диагностику хряща соответственно с возможной хрящевой терапией. Кроме того, артроскопия теперь также используется в хирургии задней части стопы (например, резекция болезненного оса тригона) и в хирургии нижнего голеностопного сустава..

## Диагностическая артроскопия
Под этим подразумевается наблюдение и изучение сустава с помощью артроскопии без терапевтических мероприятий.
Артроскопия коленного сустава позволяет, например, видеть поверхность сустава бедра, голени, коленной чашечки, а также перекрестных связок и менисков. Также для диагностики используются дополнительные инструменты, например, крючок для проверки стабильности передних крестообразных связок.
Чистая диагностическая артроскопия с тех пор, как была введена МРТ, стала редко применяемой.
Операции на соседних костях, например, при остеосинтезе перелома сустава, также могут контролироваться с помощью диагностической артроскопии для правильной репозиции фрагментов перелома и контроля ровной поверхности сустава.

## Терапевтическая артроскопия
Применяется при травматических или дегенеративных изменениях в суставах. В качестве терапевтических мероприятий могут быть выполнены различные действия, такие как выравнивание повреждений хряща с помощью шейверной системы, удаление или восстановление оторванных фрагментов хряща, а также удаление, выравнивание или шитье связок и менисков. Для этого помимо артроскопа требуется дополнительный доступ к суставу для соответствующего инструмента.
Примеры терапевтической артроскопии:
- В коленном суставе: репозиция диссектирующегося хряща, резекция части мениска, пластика крестообразной связки.
- В плечевом суставе: акромиопластика, капсулорафия.
- В голеностопном суставе: удаление гипертрофированной синовиальной ткани, удаление поврежденных компонентов хряща.

Терапевтическая артроскопия коленного сустава является одной из часто выполняемых операций при гонартрозе. Однако до сих пор не было доказано терапевтической пользы этой процедуры. Институт качества и экономики в здравоохранении при анализе одиннадцати исследований с участием более тысячи пациентов не обнаружил эффекта, выходящего за пределы плацебо-эффекта.

## Преимущества артроскопии
Одним из преимуществ артроскопии является то, что для осмотра или лечения структур сустава не требуется полное вскрытие сустава. Благодаря минимально инвазивным доступам работа проводится бережно к тканям, и можно избежать осложнений доступа (например, отслоение сухожилий/мышц). В нескольких сравнительных исследованиях было документировано уменьшение постоперационной болевой симптоматики по сравнению с открытыми методами.
Кроме того, благодаря маленьким разрезам достигается лучший косметический результат по сравнению с открытыми операциями. Еще одним преимуществом является возможность непосредственной динамической оценки структур сустава во время движения сустава (например, импинджмент = защемление). Из-за меньшей площади раны риск инфекции снижается по сравнению с открытыми операциями (см. раздел «Осложнения»).

## Осложнения
После артроскопии коленного сустава возможны различные осложнения. К ним относятся нарушения заживления раны и остаточный суставной выпот, редко могут возникать инфекции сустава (эмпием) с частотой примерно 0,08-0,13 %. Также во время артроскопии может происходить дополнительные повреждения хрящей, особенно при использовании локального анестетика или послеоперационной анальгезии с риском развития хондролиза и последующей артроза.
После артроскопии коленного сустава увеличивается риск тромбоза, с частотой симптоматической венозной тромбозы около 0,25 % (1 тромбоз на 400 артроскопий) и легочной эмболии (симптоматичной в 0,17 % = 1 на 588). Риск тромбоза также увеличивается у женщин, принимающих контрацептивы (0,63 % по сравнению с 0,30 %) и у пациентов старше 50 лет (0,51 % по сравнению с 0,34 %). Пол или показания к операции не оказывают влияния на риск тромбоза. Общая смертность составляла 0,04 % в течение первых трех месяцев после артроскопии коленного сустава.
Исследование, проведенное в Соединенных Штатах, показало, что среди более чем 12 000 артроскопий коленного сустава смертность составила 0,008 %, а осложнения возникли в 1,6 % случаев, при этом наиболее частыми осложнениями были требующие повторной операции и венозные тромбозы. Факторами риска для осложнений были прошедшая операция за месяц до основной операции (OR=6,33) и продолжительность операции более полутора часов (OR=1,84).

## История
В 1919 году профессору Кэндзи Такаги (ориг. Kenji Takagi) из Токио было доверено выполнение первого артроскопического обследования коленного сустава пациента. В своих первых пробах проведения артроскопии он использовал 7,3-миллиметровый цистоскоп. Недавно было обнаружено, что датский врач Северин Нордентофт (ориг. Severin Nordentoft) уже сообщал о возможностях проведения артроскопии коленного сустава ещё в 1912 году на 41-м конгрессе Немецкого сообщества хирургов в Берлине. Он окрестил эту процедуру arthroscopia genu (лат.). Нордентофт использовал стерильный физиологический раствор — раствор борной кислоты — в качестве оптического носителя и вводил устройство внутрь сустава через внешнюю границу коленной чашечки. Однако неизвестно, проводил ли он анатомические исследования умерших или работал с живыми пациентами.
Новаторские исследования в области артроскопии начались ещё в 1920-х годах работой Ойген Бирхер ориг. Eugen Bircher. Господин Бирхер тогда опубликовал несколько работ на тему проведения артроскопии коленного сустава в диагностических целях. После диагностики разорванных тканей с помощью артроскопии, Бирхер осуществлял открытые операции по удалению или лечению поврежденных тканей. Первоначально он использовал электрический лапароскоп Якобеуса в целях проведения диагностических процедур, который, однако, давал весьма скудный обзор сустава. Позже, в соображениях улучшения видимости, он разработал технологию, позволяющую увеличить контрастность в 2 раза. Бирхер прекратил исследования в области эндоскопии в 1930 году, и его работами в значительной степени пренебрегали в течение нескольких десятилетий.
Хотя господин Бирхер и считается изобретателем артроскопии коленного сустава, японский хирург Масаки Ватанабэ (ориг. Masaki Watanabe), доктор медицинских наук, получил главное разрешение на проведение артроскопии в области интервенционной хирургии. Господин Ватанабэ был вдохновлён работой и преподаванием доктора Ричарда О’Коннора. Позднее, доктор Хешмат Шахриари (ориг. Heshmat Shahriaree) начал проводить эксперименты по удалению фрагментов мениска.
Эти люди и разработали совместно первый операционный артроскоп; они работали вместе с целью получения первых качественных цветных фотографий внутрисуставной области. Артроскопы были существенно усовершенствованы благодаря технологическим достижениям, в частности, в области гибкой волоконной оптики 1970-1980-х годов.

## Артроскопия коленного сустава
Артроскопия коленного сустава часто заменяет классическую артротомию, которая постепенно отходит в прошлое. На сегодняшний день артроскопия коленного сустава обычно проводится в целях лечения травм менисков, восстановления передней и задней крестообразных связок и разрушений хряща. Артроскопия также выполняется просто с диагностической целью, однако, в последнее время она главным образом заменяется магнитно-резонансной томографией.
После проведения артроскопии может развиться отёк области коленного сустава. В первые несколько суток после операции рекомендован покой для коленного сустава. Важно, чтобы отек полностью спал, чтобы не вызвать болевого синдрома и воспаления ещё больше.
При обычной артроскопии колена небольшая оптоволоконная камера (артроскоп) вставляется в сустав через небольшой разрез, около 4 мм (1/8 дюйма) в длину. В сустав вводится специальная жидкость для улучшения обзора его элементов. В целях осмотра других областей сустава могут быть проделаны ещё несколько разрезов. Затем в эти разрезы могут быть введены хирургические инструменты для проведения манипуляций. После завершения хирургических манипуляций производится промывание сустава.
Артроскопическая хирургия коленного сустава производится во многих целях, однако польза хирургических вмешательств с целью лечения остеоартроза остаётся сомнительной. В 2002 году в журнале New England Journal of Medicine было опубликовано плацебо-контролируемое двойное слепое исследование артроскопии остеоартроза коленного сустава. В исследовании принимали участие 180 ветеранов войны с данным заболеванием. Одним рандомизированно проводили артроскопическую санацию раны с промыванием, а другим промывание без обработки (поверхностные разрезы кожи были произведены только для эффекта проведения хирургических манипуляций). В течение 2-х лет после операций пациенты сообщали о наличии и степени болевых ощущений, а также о двигательной способности суставов. О том, какой из пациентов получил хирургическую обработку раны, а какой нет, не знали ни пациенты, ни независимые исследователи (именно поэтому этот метод исследования и называется «двойным слепым»). Как ни удивительно, исследование показало, что ни у одного из пациентов активной группы не наблюдалось уменьшения болевых ощущений или улучшения двигательной способности в большей степени, чем у пациентов из плацебо группы. Так как нет явных подтверждений полезности таких [операций в борьбе с остеоартрозом коленного сустава, многие с неохотой соглашаются на их проведение: мало того, что они обладают сомнительной и неочевидной пользой, ещё и могут нанести вред с случае некачественного проведения. Исследование, проведённое в 2008 году, показало, что приём лекарств и физиотерапия не оказывают должного воздействия на хронические боли. Поскольку артроскопия в основном проводится с целью лечения болезненных разрывов и иных повреждений менисков, недавнее исследование, опубликованное в New England Journal of Medicine, которое показывает, что около 60 % таких разрывов оказываются абсолютно безболезненными и проходят без симптомов, может в целом поставить под сомнение полезность проведения артроскопии для борьбы с такой травмой.

## Артроскопия плечевого сустава
Артроскопия часто используется для лечения различных заболеваний плеча, таких как субакромиальный импинджмент, остеоартроз ключично-акромиального сустава, разрыв вращательной манжеты, капсулит («замороженное плечо»), хронический тендинит и частичный разрыв сухожилия длинной головки бицепса, повреждение SLAP и нестабильность плечевого сустава.
Артроскопическое лечение применяется при хронической нестабильности плечевого сустава (привычный вывих). Менее травматичная технология для пациента по сравнению с открытым способом лечения, значительно улучшает результат операции, сокращает время пребывания в стационаре и реабилитации, возвращения к активности.

## Артроскопия лучезапястного сустава
Артроскопия лучезапястного сустава применяется для обследования и лечения заболеваний, связанных с повседневной нагрузкой на запястья, переломов, а также разрывов и иных повреждений связок. Она также используется для оценки разрушений, причинённых артритом.

## Артроскопия позвоночника
Множество хирургических вмешательств, связанных с позвоночником, включает в себя удаление костей, мышц или связок для того, чтобы получить доступ к требующим лечения участкам. В некоторых случаях торакальные операции требуют доступа хирурга к проблемному участку через грудную клетку, что значительно удлиняет время восстановления.
Артроскопические (или эндоскопические) манипуляции позволяют хирургу получить доступ и излечить различные повреждения позвоночника с минимальным вредом для прилегающих тканей. Период восстановления значительно сокращается, благодаря относительно малому размеру
необходимого надреза. Поэтому многие пациенты получают амбулаторное лечение. Масштаб восстановления и его период зависят от тяжести заболевания и общего состояния пациента.
Показания для артроскопических процедур:
- грыжа межпозвоночного диска и дегенерация диска
- искривление позвоночника
- опухоли
- общая травма позвоночника